# Per sempre (film 1991)
Per sempre è un film del 1991 scritto e diretto da Walter Hugo Khouri.

## Trama
Marcelo Rondi, un ricchissimo brasiliano, viene rinvenuto privo di vita nel suo appartamento. L'uomo è stato colpito da un infarto. Giunge sul luogo la figlia Berenice, che si mette a indagare sulle cause del decesso. Rintracciate le varie amanti dell'uomo, non si risparmia di vessarle e di infastidirle. La giovane donna, affetta da una malattia nervosa, si stabilisce nell'appartamento, finendo per  intrattenere dialoghi e confronti col padre deceduto. Forse aveva una relazione col genitore e, con tutta probabilità, è stata proprio lei a causarne la morte...